# 一起又看流星雨
《一起又看流星雨》 是《一起来看流星雨》的續集，中国大陆湖南衛視拍摄的青春校園偶像劇，於2010年8月9日至8月30播出。韓國CHING于2011年8月播出。

## 劇情預告
失憶的慕容雲海恢復了之前的記憶，卻偏偏忘記了楚雨蕁。但他內心深處能感覺到少了一份對自己非常重要的東西。他決心一定要找回這段遺失的過往。過程中，雲海邂逅了蔣媛，兩人擦出了火花。歷經周折，雲海終於將自己和雨蕁那星星點點的專屬回憶完整地拼湊在了一起，驀然回首間卻發現蔣媛對自己的愛戀已經深到無法自拔。雲海和雨蕁的感情遇到了新的危機。於馨對端木的感情未了，她開始為了端木改變自己，努力讓自己變成一個像雨蕁一樣的女孩——堅強、自信、努力。上官想對小漁表示自己對於從前花心的悔過，卻出現了新的錯誤……葉爍雲朵兩人最終沒能終成眷屬……與此同時，學校新聘請的崔西開始實施全面的軍事化管理。艾利斯頓商學院風波又起，H4、雨蕁、蔣媛等人之間接連上演了一幕幕有趣且洋溢著青春氣息的故事——雲海的“雷陣雨快遞”，雨蕁媽媽對兩人的戀愛的阻力，為雲海準備的恢復記憶的派對，端木感人的生日會……最終，這些善良而純真的年輕人在經歷了各種悲喜之後逐漸變得成熟和穩重，他們已經做好準備去迎接人生中的一道道關卡！

## 角色介绍
- 鄭　爽 飾演 楚雨蕁（漫畫原名：牧野杉菜）
- 張　翰 飾演 慕容雲海（漫畫原名：道明寺司）
- 俞灝明 飾演 端木磊（漫畫原名：花澤類）
- 魏　晨 飾演 葉　爍（漫畫原名：美作玲）
- 朱梓驍 飾演 上官瑞謙（漫畫原名：西門總二郎）
- 談莉娜 飾演 蔣　媛（漫畫原名：中島海）
- 彭楊 飾演 于　馨（漫畫原名：藤堂靜）
- 肖　涵 飾演 慕容雲朵（漫畫原名：道明寺椿）
- 陳一娜 飾演 小　漁（漫畫原名：松岡優紀）
- 彭　勃 飾演 徐麗麗
- 葛曉鳳 飾演 趙美然（漫畫原名：浅井百合子）
- 徐　悅 飾演 金娜娜（漫畫原名：鮎原えりか）
- 侯祥玲 飾演 林曉黎
- 王櫟鑫 飾演 鑫　鑫
- 陸　虎 飾演 郭蓉蓉
- 蔡俊濤 飾演 安　遠
- 肖　輝 飾演 楚　母（漫畫原名：牧野千惠子）
- 李東霖 飾演 柴雪村（漫畫原名：牧野晴男）
- 于小慧 飾演 沈含楓（漫畫原名：道明寺楓）
- 王建新 飾演 慕容中石
- 朱玟晞 飾演 蘭　姑
- 李世鵬 飾演 解甲龍
- 任　偉 飾演 崔　西
- 徐志賀 飾演 艾利斯頓商學院校長
- 邢　妍 飾演 雨　綺
- 劉　昇 飾演 冬　雪

## 收視率
由csm数据参考而来，收视率包括全天收视指数和市场(收视)份额参数
| 平台     | 平均收视率 | 平均收视份额 | 2010年全國衛視 電視劇收视率排名 |
| 湖南卫視 | 1.92       | 8.41         | 1                               |

| 日期                                              | 集数   | 收视率 | 收视份额 | 同时段排名 |
| ------------------------------------------------- | ------ | ------ | -------- | ---------- |
| 08月9日                                           | 01、02 | 2.03   | 9.34     | 1          |
| 08月10日                                          | 03、04 | 2.06   | 9.34     | 1          |
| 08月11日                                          | 05、06 | 2.00   | 9.18     | 1          |
| 08月12日                                          | 07、08 | 1.94   | 8.57     | 1          |
| 8月13日因播放快樂男聲全國總決賽7進6，暫停播出一次 |        |        |          |            |
| 08月14日                                          | 09、10 | 2.02   | 8.56     | 1          |
| 8月15日因舟曲哀悼日，暫停播出一次                 |        |        |          |            |
| 08月16日                                          | 11、12 | 1.89   | 6.77     | 1          |
| 08月17日                                          | 13、14 | 1.82   | 8.15     | 1          |
| 08月18日                                          | 15、16 | 1.96   | 8.80     | 1          |
| 08月19日                                          | 17、18 | 1.86   | 8.09     | 1          |
| 8月20日因播放快樂男聲全國總決賽6進5，暫停播出一次 |        |        |          |            |
| 08月21日                                          | 19、20 | 1.81   | ×        | 1          |
| 08月22日                                          | 21、22 | 1.59   | ×        | 1          |
| 08月23日                                          | 23、24 | 1.56   | 6.74     | 1          |
| 08月24日                                          | 25、26 | 1.54   | 6.73     | 1          |
| 08月25日                                          | 27、28 | 1.63   | 7.52     | 1          |
| 08月26日                                          | 29、30 | 1.62   | 7.21     | 1          |
| 8月27日因播放快樂男聲全國總決賽5進4，暫停播出一次 |        |        |          |            |
| 08月28日                                          | 31、32 | 1.53   | ×        | 1          |
| 08月29日                                          | 33、34 | 1.48   | 6.19     | 3          |
| 08月30日                                          | 35、36 | 1.62   | 7.56     | 1          |

×表示資料不全

## 宣传活动
| 播出时间      | 活动           | 出席演员                         |
| ------------- | -------------- | -------------------------------- |
| 2010年8月14日 | 《快乐大本营》 | 郑爽、张翰、俞灏明、魏晨、朱梓骁 |